# Prezza
Prezza è un comune italiano di 820 abitanti della provincia dell'Aquila in Abruzzo. Faceva parte della comunità montana Peligna.

## Società

### Evoluzione demografica
Abitanti censiti

## Leggende
Varie leggende vogliono trovare il perché Santa Lucia sia la patrona del paese. La più diffusa è quella che narra la vicenda della statua della Santa. Secondo le credenze popolari, infatti, pare che la statua della Santa dovesse essere trasferita in un altro paese, ma il mulo che la trasportava non voleva mai abbandonare il paese. Così fu fatta Santa patrona di Prezza.

## Fonti

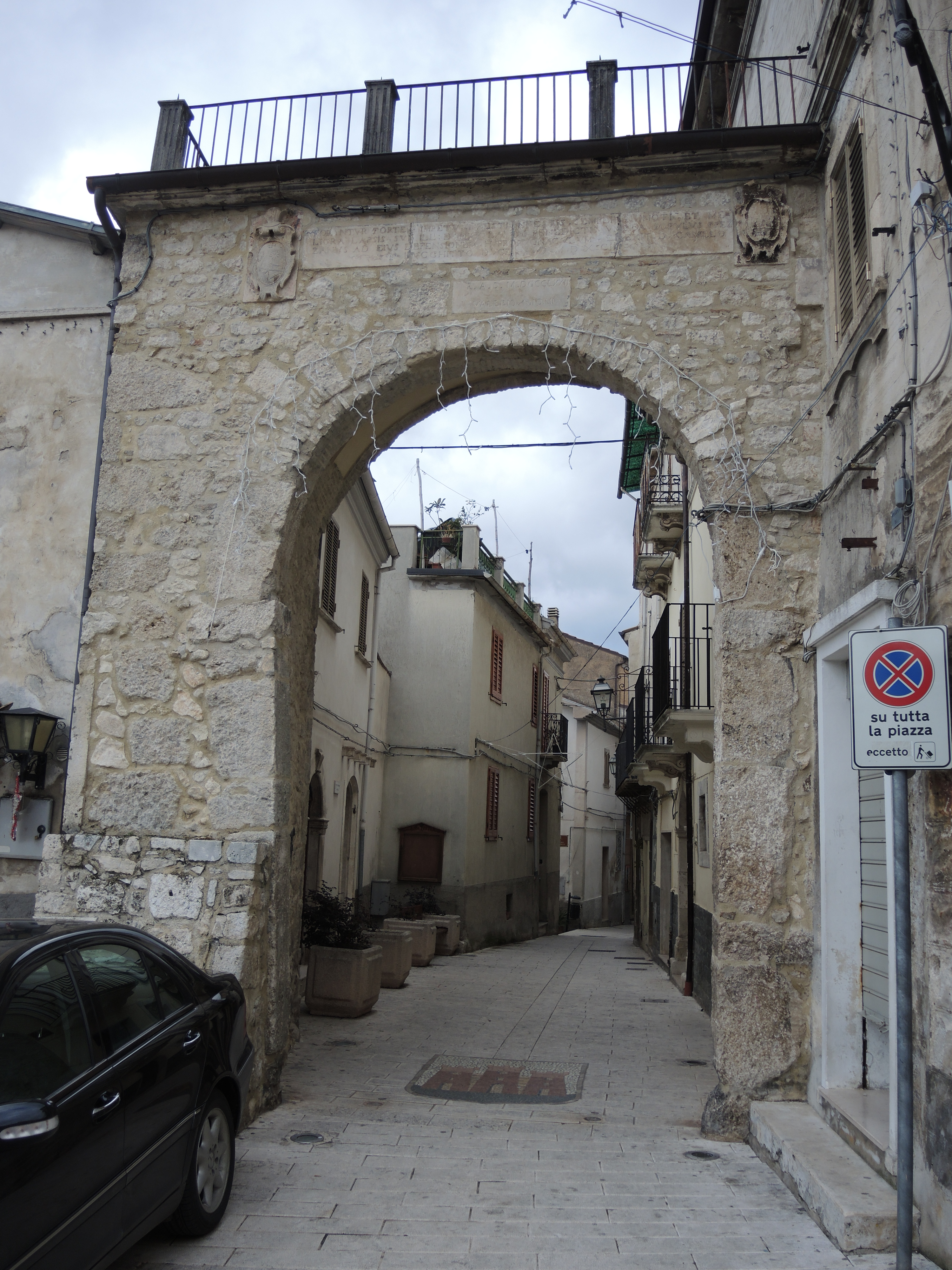
Centro storico

Lungo la strada che dalle gole di San Venanzio porta a Raiano si trova Prezza.
Il paese, situato su uno sperone di montagna della catena del Sirente, guarda l'intera Valle Peligna, ed a buon ragione viene definito "il terrazzo della Valle Peligna". Infatti, da quello sperone di montagna è possibile godere una delle vedute più belle della Valle Peligna, un panorama suggestivo che può essere apprezzato in pieno quando, scendendo a valle, si lascia il colle di S.Cosimo sulla destra e, attraversando la piana "la Torre" ci si immette nel Tratturo, l'antica strada della transumanza che si collegava a Sulmona.
Il paese, posto a 480 metri sul livello del mare, conserva un centro storico medioevale, caratterizzato da una funzione prevalentemente residenziale per una popolazione appena superiore ai 1 000 abitanti.
Da vedere sono: la chiesa di Santa Lucia (XV secolo) protettrice del paese, la chiesa di San Giuseppe (1300-1400), il Palazzo baronale ed i sottopassaggi e gli archi disseminati all'interno del centro storico. L'economia è prevalentemente agricola e pastorale, ed i prodotti di particolare pregio sono: il vino Montepulciano, l'olio, i carciofi, l'aglio rosso, il pane casereccio e le cioffe (dolci tipici fatti con patate e cosparse di zucchero).
Per il tempo libero il paese offre bellissime passeggiate e ricche pescate lungo il fiume Sagittario.

## Storia
Il sito era già abitato durante il periodo dei Romani, noto col nome di Pagus Laverna. Nel Medioevo, prima del 1000, il feudo era soggetto al potere dell'abbazia di San Clemente a Casauria, ed aveva il nome di Villa Carrene. Numerosi reperti archeologici sono stati trovati nelle zone di Colle e contrada San Giovanni. Il Castello medievale era una delle principali fortezze della Valle Peligna, che presidiavano l'accesso dal valico di Cocullo.
Del 1097 è un interessante episodio riportato nel Chronicon Casauriense e legato alla famiglia dei castellani di Prezza della fine dell'XI secolo, feudatari dell'Abbazia di San Clemente: il violento e rapace capitano normanno che imperversava nell'Abruzzo pedemotano e costiero dal 1066, Ugo o Ugone detto Malmozzetto (cioè "brutto ceffo"), nel disegno di lasciare a tutti e sette i suoi figli maschi castelli e contee in eredità alla sua morte, si dedicava da decenni all'assedio e alla rapina delle rocche, ed in particolare aveva da poco scacciato da Prezza il suo Signore; la sorella di costui, però, donna particolarmente bella ed intelligente, escogitò un tranello; chiestogli un appuntamento per concordare il suo matrimonio con uno dei Baroni normanni alle dipendenze del Malmozzetto, lo sedusse e lo fece catturare dal fratello, che lo imprigionò quel tanto che bastò a liberare tutti i castelli della zona, che erano stati da lui occupati.
Il feudo di Preciam Curiam, sin dai tempi del Catalogus Baronum appare possedimento con Gentile di Raiano, di uno dei rami dei conti di Celano.
Il feudo cambiò il nome nel XV secolo in Rocca di Sale, per via delle decime che si pagavano per il possesso, e solo due secoli più tardi prese il nome attuale. Nel 1706 il castello fu distrutto da un forte terremoto, e rimase solo la torre campanaria della chiesa madre di Santa Lucia.

## Monumenti e luoghi d'interesse

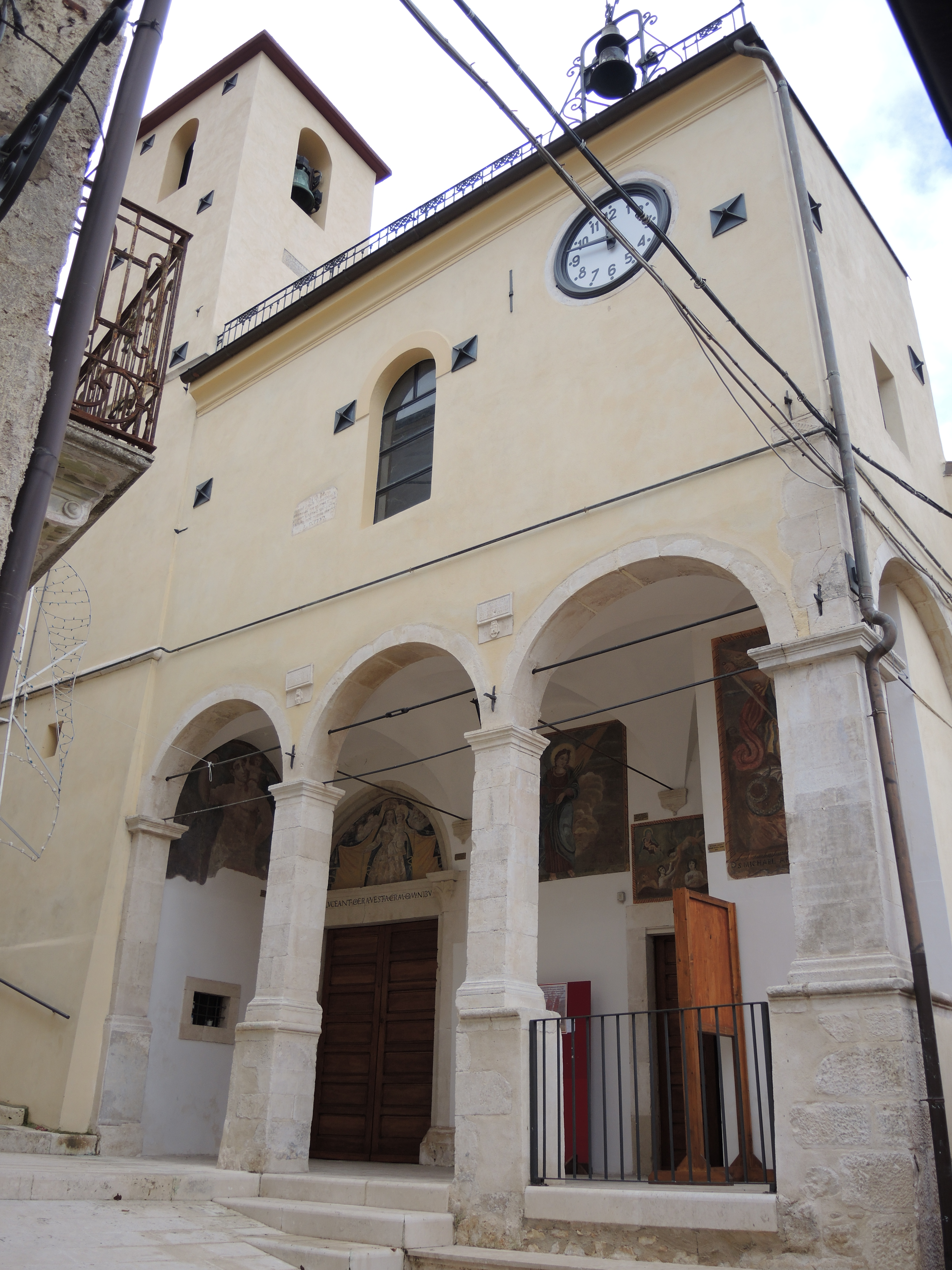
Chiesa di Santa Lucia

- Chiesa parrocchiale di Santa Lucia: si trova dentro il centro e risale al XV secolo, benché abbia origini più antiche. Una leggenda vuole che nel 970 abbia custodito nella torre le spoglie della santa. La chiesa nel 1557 è stata restaurata in stile rinascimentale, con numerosi affreschi interni della Madonna del Rosario, San Michele e San Cristoforo. Una pala lignea mostra il dipinto della Madonna col Bambino.
- Chiesa di Santa Maria del Colle: antica chiesa del XII secolo, situata in Contrada Colle. La caratteristica della chiesa è la pianta rettangolare a capanna con la facciata originale (dato che rimaneggiamenti ci furono dopo il 1706), dove si trovava il campanile centrale a torre. Al centro di esso si trova il portale d'ingresso ogivale, con classici motivi romanici vegetali.

## Amministrazione
| Periodo        | Periodo        | Primo cittadino     | Partito                         | Carica  | Note         |
| -------------- | -------------- | ------------------- | ------------------------------- | ------- | ------------ |
| 6 giugno 1993  | 27 aprile 1997 | Arcangelo Ventresca | Democrazia Cristiana            | Sindaco | [ 8 ]        |
| 28 aprile 1997 | 28 maggio 2006 | Pasquale Di Meo     | Lista Civica di Centro-sinistra | Sindaco | [ 9 ] [ 10 ] |
| 29 maggio 2006 | 15 maggio 2011 | Attilio Forgione    | Lista Civica                    | Sindaco | [ 11 ]       |
| 6 giugno 2016  | in carica      | Marianna Scoccia    | Lista Civica Noi Prezza         | Sindaco | [ 1 ]        |

## Infrastrutture e trasporti

### Ferrovie
Prezza ha una stazione ferroviaria, ubicata lungo la Ferrovia Roma-Pescara. La stazione ad oggi risulta superflua per la popolazione, in quanto a partire dal primo gennaio 2017 non ferma nessuna corsa. Il fabbricato viaggiatori è stato interamente murato nel 2009 in seguito a numerosi atti vandalici, tuttavia ciò non ha impedito la reiterazione degli atti di teppismo.

### Trasporto su gomma
Anch'esso è quasi totalmente assente, fatta eccezione per un'unica corsa scolastica mattutina nella parte alta del paese e per una corsa giornaliera che comunque soddisfa esclusivamente le esigenze della popolazione abitante alle pendici del paese stesso.